# Енріке Брінкманн
Енріке Брінкманн Парареда (ісп. Enrique Brinkmann Parareda; нар. 9 жовтня 1938, Малага) — іспанський художник.
У 1977 році обраний до установчого складу верхньої палати іспанського парламенту від групи «Демократичний сенат».

## Життєпис
Народився в тому ж будинку в Малазі на площі Мерсед, що і Пабло Пікассо. Навчався на промислового експерта, але під впливом творчості Достоєвського і захопившись живописом, покинув навчання. Художник-самоучка. Його перша виставка відбулася в його рідному місті в 1957 році. Через чотири роки покинув Іспанію і проживав в Кельні, Берліні та Римі, де займався гравюрою.
Після повернення до Іспанії в 1967 році працював як у живописі, так і в графіці. Крім Іспанії його персональні виставки проходили в Німеччині, Бельгії, Швейцарії, Італії та США.
Одружений, має двох дітей.